# Sportmusik
Sportmusik, musik, ofta lättillgänglig, som handlar om eller sjungs och spelas vid sportevenemang.

## Nationalsånger
Vid internationella mästerskapstävlingar spelas segrarens lands nationalsång då medaljerna delas ut. Inför landskamper spelar man ofta båda ländernas nationalsånger. 

## Kampsånger
De flesta lag har kampsånger, särskilt i de högre seriesystemen. Ett exempel på en sådan sång är det svenska fotbollslaget IFK Göteborgs kampsång Heja Blåvitt. Hemmalagets kampsång spelas ofta vid uppvärmningen. Inför stora evenemang, som VM i fotboll, gör de flesta länderna en egen kampsång. Numera är så kallade fotbollslåtar vanligt. Ibland sjunger deltagarna själva in sången. Detta var dock vanligare på 1900-talet, numera är det oftast en artist som sjunger kampsången.

## Officiella mästerskapssånger
Stora tävlingar har officiella sånger, till exempel More Than a Game vid EM i fotboll 1992 i Sverige. Dessa sånger skall vara neutrala, och inte heja på något speciellt lag.

## Matchmusik
På matcherna spelas numera, mest i ishockey, musik i pauserna och avbrotten. Det finns speciella textlösa melodier för tekning. För att få igång publiken spelas ibland även sånger som If You're Happy and You Know It och We Will Rock You. Det har ibland blivit populärt att i spelavbrott spela sånger anpassade efter händelser som nyss skett i spelet. Exempel på sådana är:
- Bortalaget filmar: Moviestar
- Mål för hemmalaget: Den glider in
- Utvisning för bortalaget: Du käre lille Snickerbo
- Spelare i bortalaget protesterar mot domaren: When the Children Cry.
- Utvisning för hemmalaget: Hur é de möjligt?

## Segermelodier
Då ett lag vinner en tävling sjunger spelare, ledare och fans typiska segermelodier. Exempel på sådana är:
- Segern är vår
- VM-guld, VM-guld, VM-guld
- We Are the Champions.

- The Winner Takes It All från 1980 av den svenska popgruppen Abba skrevs ursprungligen inte som en sportsång, utan beskriver romanser som upphör, men den kopplas ofta samman med sport.

## Hejaramsor
I början av 1900-talet var hejaramsor mest ramsor, men på senare år har man, influerat av popmusiken, börjat ta melodier till berömda sånger och sätta egen text på.